# Vissige melkzwam
De vissige melkzwam (Lactarius volemus) is een paddenstoel uit de familie Russulaceae. Hij vormt ectomycorrhiza met loofbomen in lanen op zure, voedselarme zandgrond.

## Kenmerken
De vissige melkzwam kan gemakkelijk herkend worden in het veld: de overvloedige, zacht smakende, witte maar bruin kleurende melk, het met FeSO4 (ijzersulfaat) grijs-groenachtig verkleurend en vissig geurend vlees, en de droge, okerkleurige tot kaneelkleurige, roodoranje of roodbruine hoed maken de soort onmiskenbaar. Onder de microscoop kunnen verscheidene opvallende micromorfologische kenmerken waargenomen worden: amyloïde, netvormig geornamenteerde sporen, zeer dikwandige, min of meer spits toelopende cystiden (gedifferentieerde steriele cellen in het hymenium), haren op de bovenste laag van de hoedhuid en veel ronde cellen (sphaerocyten) in het trama van de plaatjes.

## Ecologie
Hij leeft in symbiose (ectomycorrhiza-vormers) met zowel naald- als loofbomen.

## Verspreiding
De vissige melkzwam is een uitgesproken zomersoort en komt wereldwijd voor op het Noordelijk halfrond. Alhoewel de vissige melkzwam wereldwijd algemeen voorkomt, gaat ze in verscheidene West-Europese landen sterk achteruit en is ze zelfs uitgestorven in Vlaanderen en Nederland. In Wallonië komt deze soort nog zelden voor.

## Culinaire waarde
De soort staat bekend om haar heerlijke smaak en wordt vooral in Zuidoost-Azië, maar ook in Zuid-Europa en Midden-Amerika commercieel verhandeld.

## Naam
De naam heeft de soort te danken heeft aan zijn vissig geurend vlees. 